# 相恒庆
相恒庆（1947年7月15日—2015年6月29日），出生于青岛市，中国足球运动员，前中国国家足球队队长，足球教练。

## 球员生涯
相恒庆从1964年开始从事足球专业，曾代表山东青年、山东队参加全国比赛并获得过全运会冠军等优异成绩。在国家队效力期间，相恒庆作为中国国家队队长代表国足参加过亚运会、亚洲杯，奥运会外围赛等多项洲际大赛，先后到过50多个国家和地区，还曾和贝利、贝肯鲍尔等世界球星组成的宇宙队同场竞技。

## 教练生涯
1981年退役后开始从事教练工作，先后担任山东青年队主教练、山东队主教练。1992-1996年从教练员转足协工作，此间担任山东省足球协会副主席；1997-1998年在深圳足球俱乐部担任领队兼教练员；1999-2000年在云南红塔足球俱乐部担任教练员工作；2001年担任省内女足主教练，参加九运会；2002年担任山东省足球协会副主席兼山东女子足球队总教练。

## 逝世
2015年6月29日，中国足坛名宿、前国家队队长相恒庆因肺癌治疗无效去世，享年68岁。7月1日，相恒庆的告别仪式在八宝山公墓举行，全国足球界人士前往悼念。